# Херцеговачко-неретвански кантон
Херцеговачко-неретвански кантон је кантон у саставу Федерације Босне и Херцеговине. Обухвата градове Мостар и Чапљина и општине Јабланица, Коњиц, Неум, Прозор-Рама, Равно, Столац и Читлук.

## Становништво
На овом подручју је 1991. живело 267.349 људи, процена са краја 2001. је била 217.333, а средином 2005. 224.700 становника.
Према попису из 2013. године, у кантону живи 222.007, од тога : 118.297 (53,3%) Хрвата, 92.005 (41,4%) Бошњака, 6.432 Срба (2,9%) и осталих 5.273 (2,4%). Хрвати су већина и у највећем броју општина кантона, док су Бошњаци већина у општинама Коњиц и Јабланица. Након свих страдања током 20. века Срби су десетковани на овим просторима, има их нешто по ободу Поповог поља (општина Равно) и долини реке Неретве (Мостар и Чапљина). Село Пребиловци у општини Чапљина су један од симбола страдања у Другом светском рату.
|                      | 2013.            | 1991.            |
| Укупно               | 222 007 (100,0%) | 182 313 (100,0%) |
| Хрвати               | 118 297 (53,29%) | 85 340 (46,81%)  |
| Бошњаци              | 92 005 (41,44%)  | 68 391 (37,51%)1 |
| Срби                 | 6 432 (2,897%)   | 21 875 (12,00%)  |
| Неизјашњени          | 1 764 (0,795%)   | –                |
| Остали               | 915 (0,412%)     | 2 252 (1,235%)   |
| Босанци и Херцеговци | 494 (0,223%)     | –                |
| Непознато            | 455 (0,205%)     | –                |
| Роми                 | 442 (0,199%)     | –                |
| Албанци              | 377 (0,170%)     | –                |
| Муслимани            | 357 (0,161%)     | –                |
| Босанци              | 201 (0,091%)     | –                |
| Југословени          | 107 (0,048%)     | 4 455 (2,444%)   |
| Црногорци            | 48 (0,022%)      | –                |
| Словенци             | 46 (0,021%)      | –                |
| Македонци            | 34 (0,015%)      | –                |
| Православци          | 17 (0,008%)      | –                |
| Турци                | 8 (0,004%)       | –                |
| Украјинци            | 8 (0,004%)       | –                |

1. 1 На пописима од 1971. до 1991. Бошњаци су пописивани углавном као Муслимани.

## Познате личности
- Алекса Шантић
- Осман Ђикић
- Душан Бајевић
- Дражен Далипагић
- Веселин Мисита
- Жељко Самарџић
- Бојан Богдановић